# Coniophanes imperialis
Espèce
Synonymes
- Taeniophis imperialis Baird, 1859
- Dromicus clavatus Peters, 1864

Statut de conservation UICN

 LC  : Préoccupation mineure
Coniophanes imperialis est une espèce de serpents de la famille des Dipsadidae.

## Répartition
Cette espèce se rencontre dans le sud du Texas aux États-Unis, au Mexique, au Belize, au Guatemala et au Honduras.

## Liste des sous-espèces
Selon The Reptile Database (2 mars 2012) :
- Coniophanes imperialis imperialis (Baird, 1859)
- Coniophanes imperialis clavatus (Peters, 1864)
- Coniophanes imperialis copei Hartweg & Oliver, 1938

## Publications originales
- Baird, 1859 : Reptiles of the boundary, with notes by the naturalists of the survey, In Report of the United States and Mexican Boundary Survey, Under the Order of Lieut. Col. W.H. Emory, Major First Cavalry, and United States Commissioner, vol. 2, no 2, Department of the Interior, Washington, D.C., p. 1-35.
- Peters, 1864 : Über einige neue Säugethiere (Mormops, Macrotus, Vesperus, Molossus, Capromys), Amphibien (Plathydactylus, Otocryptis, Euprepes, Ungalia, Dromicus, Tropidonotus, Xenodon, Hylodes), und Fische (Sillago, Sebastes, Channa, Myctophum, Carassius, Barbus, Capoeta, Poecillia, Saurenchelys, Leptocephalus). Monatsberichte der Königlichen Preussischen Akademie der Wissenschaften zu Berlin, vol. 1864, p. 381-399 (texte intégral).
- Hartweg & Oliver, 1938 : A contribution to the herpetology of the isthmus of Tehuantepec. III. Three new snakes from the Pacific slope. Occasional Papers of the Museum of Zoology, University of Michigan, no 390, p. 1-8 (texte intégral).